# Девино (Новосибирская область)
Девино — разъезд в Тогучинском районе Новосибирской области. Входит в состав Заречного сельсовета.

## География
Площадь разъезда — 3 гектара.

## Население
| 2002 | 2007 | 2010 |
| ---- | ---- | ---- |
| 45   | ↘35  | ↘33  |

## Инфраструктура
На разъезде по данным на 2007 год отсутствует социальная инфраструктура.